# Хамагути, Ёсихиро
Ёсихиро Хамагути (яп. 浜口 喜博 Хамагути Ёсихиро, 23 июня 1926, префектура Кагава — 9 августа 2011) — японский пловец, серебряный призёр летних Олимпийских игр в Хельсинки (1952) в эстафете 4×200 м вольным стилем.
Окончил университет Нихон. На летней Олимпиаде в Хельсинки (1952) стал вторым в составе эстафеты 4×200 м вольным стилем, однако в личных соревнованиях на дистанции 100 м вольным стилем дошёл только до полуфинала.
После завершения карьеры дебютировал как актёр в фильме «Бурууба» (1955), ставшем японской версией «Тарзана». Также снимался в детективном сериале на японском телевидении. В 1976—1984 годах — директор национальной сборной по плаванию.